# Pycnarmon schematospila
Pycnarmon schematospila is een vlinder uit de familie van de grasmotten (Crambidae). De wetenschappelijke naam van deze soort is voor het eerst voorgesteld als Lygropia schematospila door Edward Meyrick in een publicatie uit 1937.
De soort komt voor in Tanzania.